# Chatonrupt-Sommermont
Chatonrupt-Sommermont é uma comuna francesa na região administrativa de Grande Leste, no departamento de Haute-Marne. Estende-se por uma área de 16,66 km². Em 2010 a comuna tinha 294 habitantes (densidade: 17,6 hab./km²).